# Providence (Gujana)
Providence – miejscowość w Gujanie, w prowincji Demerara-Mahaica. Leży na północy kraju, na wschodnim brzegu rzeki Demerara, przylega od południa do stolicy Gujany, Georgetown.
W Providence znajduje się stadion Providence Stadium służący głównie do rozgrywania meczów krykieta, rugby i piłki nożnej. Odbywały się na nim m.in. Mistrzostwa Świata w Krykiecie 2007, Igrzyska Ameryki Środkowej i Karaibów 2010 i NACRA Sevens 2010.